# Batalla de Baquba
La batalla de Baquba (marzo de 2007 – agosto de 2007) comenzó a principios de marzo de 2007 cuando insurgentes atacaron a las tropas estadounidenses durante la guerra de Irak en una rotonda en el centro de la ciudad y una comisaría de policía. 

## Desarrollo de la batalla
Al mismo tiempo, los insurgentes atacaron una comisaría de policía en el barrio del sur de Buhriz, que había sido durante mucho tiempo una sección problemática, y quemaron cuatro coches de policía.
A las 7:50 de la tarde, en Baquba Vieja, al menos 15 insurgentes descendieron de un bus y tomaron posiciones en un tejado, dijo el capitán Coppernoll. Colocaron bombas impidiendo el paso de los vehículos hacia el oeste. Cuando se produjo un tiroteo, los estadounidenses pidieron la ayuda de un avión de guerra que bombardeó la sección con bombas de 250 kilos sobre los combatientes reunidos en un área abierta, dijo el capitán.
Los insurgentes tendieron una emboscada a las tropas estadounidenses en las cercanías de la comisaría de policía en el centro de la ciudad y sitiaron otra comisaría en un barrio del sur.
Mientras los estadounidenses combatían cerca de la primera comisaría, más insurgentes comenzaron a dispararles desde una mezquita cercana, dijo el capitán Bill Coppernoll, portavoz de la Primera División de Infantería del Ejército de Estados Unidos. El combate fue tan intenso que aviones estadounidenses arrojaron bombas de 250 kilos sobre los insurgentes, matando a 20 milicianos.
Durante la noche, los insurgentes atacaron un tanque de almacenamiento de petróleo en el norte y prendieron fuego a cuatro pozos de petróleo.

## Armamento insurgente
Una vez que las tropas estadounidenses e iraquíes mataron o desbandaron a los insurgentes, estas revisaron el área en torno a la mezquita y encontraron tres lanzagranadas, 29 rondas de granadas, 2 artefactos de mortero, rifles Kalashnikov y 10 rondas de morteros además de cientos de balas.

## Bajas
Al menos 20 insurgentes murieron en el bombardeo y cuatro soldados estadounidenses quedaron heridos, dijo. Un médico en el Hospital de Baquba dijo a Reuters que habían recibido a ocho muertos en los enfrentamientos.